# مجموعة مستشفيات ثومبي
مجموعة مستشفيات ثومبي هي شبكة من المستشفيات الأكاديمية مقرها في دولة الإمارات العربية المتحدة. وهي مراكز صحية أكاديمية تابعة للنظام الصحي الأكاديمي بجامعة الخليج الطبية. وتقع مستشفيات ثومبي في دبي وعجمان والشارقة والفجيرة، بالإضافة إلى حيدر أباد-الهند. وهي مملوكة لمجموعة ثومبي.

## التاريخ
افتتح أول مستشفى ثومبي التابع لجامعة الخليج الطبية في عجمان في 17 أكتوبر 2002 من قبل الشيخ حميد بن راشد النعيمي، كأول مستشفى تعليمي في القطاع الخاص في دولة الإمارات العربية المتحدة.
اليوم، يعتبر مستشفى ثومبي أحد أكبر مقدمي الرعاية الصحية الخاصة في المنطقة. تقدم خدماتها للمرضى من أكثر من 175 جنسية ويعمل بها موظفون من أكثر من 20 جنسية ويتحدثون أكثر من 50 لغة. وقامت شبكة المستشفيات بتوسيع خدماتها من خلال مستشفياتها في دبي والشارقة والفجيرة في دولة الإمارات العربية المتحدة وكذلك في حيدر أباد - الهند.

## المستشفيات والمراكز التابعة
- يقع مستشفى جامعة ثومبي في مدينة ثومبي الطبية، الجرف، عجمان، وهو أكبر مستشفى أكاديمي في المنطقة بسعة 350 سرير.[3]
- يقع مستشفى ثومبي لطب الأسنان في مدينة ثومبي الطبية، الجرف، عجمان، وهو عبارة عن مستشفى أسنان يضم 60 كرسيًا.
- يقع مستشفى ثومبي للعلاج الطبيعي وإعادة التأهيل في مدينة ثومبي الطبية، الجرف، عجمان، وهو مستشفى حديث للعلاج الطبيعي وإعادة التأهيل.
- مستشفى ثومبي – عجمان هو أول مستشفى تعليمي خاص في عجمان بسعة 250 سرير.
- مستشفى ثومبي – دبي بسعة 150 سرير.
- مستشفى ثومبي – الفجيرة عبارة عن منشأة تضم 60 سريرًا.
- كما يدعم مركز ثومبي التخصصي للطب وطب الأسنان – الشارقة أنشطة التدريس السريري لكلية طب الأسنان بجامعة الخليج الطبية.
- مستشفى ثومبي للرعاية النهارية - الرولة، الشارقة هو مستشفى متعدد التخصصات يقدم العلاجات والإجراءات كحالات نهارية.
- مستشفى ثومبي للرعاية النهارية - طريق المدينة الجامعية ، الشارقة هو ثاني مستشفى رعاية نهارية متعدد التخصصات أطلقته المجموعة.

## الاعتماد والعضويات
- وزارة الصحة الإماراتية
- اللجنة الدولية المشتركة (JCI)
- جمعية السياحة الطبية
- رابطة المراكز الصحية الأكاديمية الدولية
- الاتحاد الدولي للمستشفيات
- اتحاد المستشفيات الآسيوي
- البورد الدولي للطب والجراحة
- تجربة دبي الصحية (DXH).[4]

## أنظر أيضاً
- بيور هيلث القابضة
- إم 42
- إن إم سي هيلث
- ميديكلينيك إنترناشونال
- مجموعة مستشفيات الإمارات
- السعودي الألماني الصحية
- مستشفيات ومراكز مغربي